# Ensayara carpinei
Ensayara carpinei is een vlokreeftensoort uit de familie van de Endevouridae. De wetenschappelijke naam van de soort is voor het eerst geldig gepubliceerd in 1974 door Bellan-Santini.